# Peperomia subrotundifolia
Peperomia subrotundifolia är en pepparväxtart som beskrevs av C. Dc.. Peperomia subrotundifolia ingår i släktet peperomior, och familjen pepparväxter. Inga underarter finns listade i Catalogue of Life.